# アルマータ
アルマータ（露: Универсальная боевая платформа «Армата»、共通戦闘プラットフォーム「アルマータ」）は、ロシア連邦軍の先進的な軍用重装軌車輌のプラットフォームとなる試作車輌である。
「アルマータ」プラットフォームは、同一の車体を基本とする同じコードネームの下、主力戦車や、重歩兵戦闘車、装甲回収車、重装甲兵員輸送車、戦車補助車両、また幾種類かの自走砲などの基礎機材になることを意図している。またこの車輌は、砲兵部隊、防空、およびNBC防護システムの基礎機材として用いることも意図している。

## 呼称の由来
この戦車（より正確には「統合重戦場プラットフォームの将来的なファミリー」"перспективный ряд тяжёлых унифицированных платформ поля боя"）の名前である「アルマータ」は、ギリシア語の"arma"(άρμα)の複数形、兵器を意味する単語から命名されている。またこの語は古いロシア語で14世紀の銃を意味している。この語はジャーナリストによって「Armada」と度々誤記されてきた。

## 開発
2009年以降、アルマータ戦闘プラットフォームはニジニ・タギルにあるウラルヴァゴンザヴォート社のもと、設計と開発が行われていた。これに基づいて作られた重戦闘車輌の試作車は、2013年11月、ニジニ・タギルで開かれたロシア兵器展示会にて公開され、2014年11月には自走砲タイプの2S35 コアリツィヤ-SVの走行試験が行われた。
最初の24両は2種類の異なる型式であり、2015年のモスクワ対独戦勝70周年記念パレードで公開され、同年中に32両の生産バッチがロシア陸軍部隊に配備されると推測される。
国による試験は2016年開始が予定され、同年終わりまで続行される。ロシアのメディアは、2015年もしくは2016年に量産配備が始まるだろうと報じている。
総計2,300両の主力戦車が2020年までに配備されると期待されており、ロシア軍戦車部隊の70%を近代化する予定であった。ウラルヴァゴンザヴォート社の工場では、T-14戦車を年間約500両出荷することが予測されていた。2018年現在、財政赤字などから大量生産には入っておらず計画は2025年に延期された。

## 設計
ロシアのユーリ・コヴァレンコ中将は、アルマータ戦闘プラットフォームは数両生産されたに留まったT-95戦車の多くの成果を利用していると発言しており、主力戦車型では弾薬区画が乗員から分離され、運用上の安全性を増した一方、エンジンの出力増強が図られており、装甲や主砲及び自動装填装置が改良されている。
先行の報道によれば、T-14と呼ばれる新型戦車は、開発停止となった「オブジェクト195」またはT-95よりも設計において急進性や野心性を減らしており、車両重量は減らされている。これによって野心的であったT-95と比べて、より軽快で生産しやすくなることが予想されている。加えて「クルガネツ-25」装軌装甲車両は新型のアルマータ戦車と高い共有性があり、諸種のモデルに変更することにより、段階的にBMPやBMD、MT-LB、そして他の型式の装軌装甲車と代替する予定である。クルガネツ-25はモジュラー装甲の装備が予定されており、これは特定の脅威のためにアップグレードされる。また、1門の2A42 30mm機関砲と4基のコルネットEM対戦車ミサイル発射器が装備されている。
この戦車は遠隔操作される無人砲塔を装備しており、別に隔離された区画に搭乗している搭乗員のデジタル操作により遠隔操作される。これは最終的に完全にロボット化された車輌の開発へと至るとされている。
アルマータ・プラットフォームによる車輌は、第5世代ジェット戦闘機のスホーイ T-50試作機で確立されたレーダーや他の技術品を搭載しているものとされており、これらにはAESAレーダーに基づくKaバンド・レーダー（26.5-40GHz）が含まれる。機器は2015年には準備される予定である。
アルマータは44S-SV-SHと呼ばれる、Steel Scientific Research Institute enterpriseの開発した新型の軽量装甲を用いるとされる。この装甲は極度の低温下でも性能が劣化しないという特徴があり、ロシア軍の北極に対する関心を示している。
アルマータ戦車には、遠隔兵器ステーション式の無人砲塔や自動操縦装置の他にも、搭乗員を保護する装甲化されたカプセルを装備しており、無人砲塔には125mm砲が装備され、携行弾数は32発である。戦車の弾薬に加えて、主砲からは新型のレーザー誘導ミサイルが発射可能であり、タンデム式対戦車弾頭を持つ射程5,000mのものが製造される予定である。また、副兵装は1門の30mm機関砲と1挺の12.7mm機銃で構成されている。

## 派生型
T-14
主力戦車。ユニットコスト $3,700,000

T-15
重歩兵戦闘車。

T-16 BREM-T
戦車回収車。
BM-2 (TOS-2)
短距離ロケット砲、火炎放射システムTOS-1ブラチーノに類似。

2S35 コアリツィヤ-SV
2A88 152mm榴弾砲を回転式密閉砲塔に搭載した自走榴弾砲。しかしながら2015年の戦勝パレードで披露された車両はT-90系と同型と見られる走行装置を持ち、転輪配置自体は2S19と類似するものであった。2S35は砲塔内に自動化された自走砲システムが全て収められているため、この砲塔システムが将来的にアルマータの車体に搭載される可能性も考えられる。

## 採用国
ロシア
- ロシア陸軍

アルマータ戦車の最初の生産バッチ、および重装甲兵員輸送車が製造されており、これらはロシアの2015年防衛指令に含まれている。20両が兵員の実践訓練のために配備される。